# Gropen
Gropen – miejscowość (tätort) w Szwecji, w regionie administracyjnym (län) Örebro, w gminie Lekeberg.
Według danych Szwedzkiego Urzędu Statystycznego liczba ludności wyniosła: 212 (31 grudnia 2015), 209 (31 grudnia 2018) i 219 (31 grudnia 2019).